# Billy the Kid
Henry McCarty, detto Billy the Kid (New York, 23 novembre 1859 – Fort Sumner, 14 luglio 1881), è stato un pistolero e criminale statunitense.
Entrato nell'immaginario collettivo come uno dei più famosi pistoleri del Far West, è divenuto altresì un'icona della ribellione adolescenziale e dell'anti conformismo.
Ispiratore di innumerevoli rappresentazioni nei mass media e nelle arti, nelle quali è stato raffigurato sia come un freddo assassino sia come un eroe che lotta per la giustizia, si ipotizza che abbia ucciso almeno ventisette uomini prima di essere ucciso, all'età di ventun anni, dallo sceriffo Pat Garrett.
Relativamente sconosciuto per la maggior parte della sua vita, divenne una sorta di leggenda vivente nel 1881 quando il governatore del Nuovo Messico Lew Wallace pose una taglia sulla sua testa e alcuni giornali come il Las Vegas Gazette e il New York Sun cominciarono a narrarne le gesta, prima di divenire famigerato in tutti gli Stati Uniti d'America. Dopo la sua morte furono scritte varie biografie e, come successo anche con altri pistoleri dell'epoca, la fantasia popolare ha infarcito la sua figura di elementi inventati.

## Biografia

### Gioventù
Si sa poco sulle sue origini, ma si ritiene che sia nato in Allen Street nel Lower East Side dell'Isola di Manhattan, a New York. I suoi genitori erano irlandesi protestanti, ma i loro nomi — e di conseguenza il cognome McCarty — non sono certi; alcune ipotesi sulla loro identità prevedono per la madre il nome di Catherine McCarty o Katherine McCarty Bonney, e di William Bonney o Patrick Henry McCarty per suo padre (che morì probabilmente verso la fine della guerra civile statunitense). Nel 1868 sua madre incontrò William Antrim. Dopo alcuni anni passati spostandosi per il paese con Henry e il suo fratellastro Joseph, la coppia nel 1873 si sposò e si sistemò a Silver City. Antrim trovò dei lavori saltuari come barista e carpentiere, ma presto diventò più interessato alle ricerche minerarie, trascurando la famiglia; nonostante questo, Billy the Kid qualche volta accennò a se stesso col cognome di Antrim.
La madre si vide costretta a prendere pensionanti per poter mantenere i suoi figli; fu poi colpita dalla tubercolosi, ma nonostante questo fu vista dai suoi pensionanti e vicini come "un'allegra signora irlandese, piena di vita e malizia". L'anno seguente, il 16 settembre 1874, la madre morì, e, all'età di 14 anni, Billy fu costretto a trovare lavoro in un hotel. Il direttore fu impressionato dalla sua età, si vantò che quello fosse l'unico ragazzo che avesse mai lavorato per lui senza rubare nulla. I suoi insegnanti dissero che il giovane orfano "non era in alcuna maniera un problema per gli altri ragazzi, sempre desideroso di aiutare con piccoli lavoretti per la scuola". Il 23 settembre 1875 fu invece arrestato per aver nascosto un pacco di vestiti rubati per conto di un uomo che voleva fare uno scherzo alla lavanderia cinese; due giorni prima che fosse imprigionato, scappò strisciando fuori da un camino e, da questo momento, divenne un fuggitivo. Riuscì a trovare lavoro come mandriano in un ranch itinerante nel sud-est dell'Arizona. Nel 1877 divenne un trasportatore civile per il Fort Grant Army Post in Arizona con il compito di trasportare i tronchi di legno dal campo dei taglialegna fino alla segheria. Il fabbro del campo, Frank "Ventoso" Cahill, provava piacere nel fare con lui il prepotente tanto che, il 17 agosto, lo attaccò dopo una disputa verbale e lo lanciò a terra; lui reagì estraendo la sua pistola e sparando a Cahill, il quale morì il giorno dopo; venne quindi arrestato, ma riuscì a evadere. In altre versioni viene riportato che l'incontro con Frank Cahill ebbe luogo in un saloon.
Facendosi chiamare William H. Bonney, si mise in viaggio ma gli Apache gli rubarono il cavallo e fu costretto a camminare molti chilometri fino al più vicino insediamento, che era la casa della signora Heiskell Jones nella Pecos Valley, Nuovo Messico, dove venne accolto e rifocillato; la famiglia Jones sviluppò un forte attaccamento verso di lui e gli diede uno dei propri cavalli anche se zoppo e cieco da un occhio.

### La guerra del bestiame della Contea di Lincoln
Nell'autunno del 1877 si spostò nella Contea di Lincoln in Nuovo Messico dove fu assunto come guardiano di mandrie da John Tunstall, un inglese proprietario di ranch, banchiere e mercante, e dal suo socio, Alexander McSween, un famoso avvocato. Un conflitto, conosciuto in seguito come la Guerra del bestiame della contea di Lincoln, cominciò tra i mercanti residenti in città e i possessori di ranch; gli eventi degenerarono quando, il 18 febbraio 1878, Tunstall, disarmato, venne sorpreso allo scoperto mentre stava pascolando la mandria e ucciso, facendo infuriare Billy insieme agli altri lavoratori del ranch. Venne quindi formato un gruppo chiamato i Regolatori, guidato dallo stesso sovrintendente di Tunstall, Richard "Dick" Brewer, per dare la caccia a coloro i quali avevano partecipato all'uccisione di Tunstall.
Il 6 marzo, vicino ad Agua Negra, catturarono due dei responsabili, Bill Morton e Frank Baker, i quali, il 9 marzo, mentre tornavano verso Lincoln, furono uccisi insieme a McCloskey, delegato federale e membro dello stesso gruppo che aveva dato la caccia ai due assassini. La versione ufficiale fu che i due, riusciti a impossessarsi delle armi di McCloskey, lo avevano ucciso per poi fuggire. Una diversa versione racconta che Billy the Kid e il suo gruppo giustiziarono la coppia dopo averla catturata e poi uccisero anche McCloskey, unico vero rappresentante della legge presente nel gruppo, perché probabilmente si era opposto all'uccisione dei due o aveva minacciato di denunciarli.
Il 4 aprile, presso la segheria di Doc Blazer, il gruppo incontrò un vecchio cacciatore di bisonti, Buckshot Roberts, che sospettavano fosse coinvolto nell'omicidio di Tunstall e, dopo una breve discussione, nacque un conflitto a fuoco dove Roberts, benché mortalmente ferito, riuscì a uccidere Dick Brewer, capo del gruppo fino a quel momento, e a ferirne altri due.
Il giorno 11 aprile i Regolatori Jim French, Frank McNab, John Middleton, Fred Waite, Henry Newton Brown con Billy, fecero un'imboscata allo sceriffo William J. Brady e al suo vice, uccidendoli entrambi; Billy fu ferito mentre tentava di recuperare un fucile che gli apparteneva, e che era stato confiscato da Brady in un precedente arresto.
A seguito della morte di Brewer, il comando del gruppo passò a Frank McNab, ex sovraintendente di John Chisum. Sotto accusa per l'uccisione dello sceriffo Brady, e con l'opinione pubblica contraria per via dell'episodio, i rimanenti componenti della banda passarono i mesi seguenti come fuggitivi, scampando a ripetuti agguati da parte della fazione opposta. Stanco di vivere alla macchia, non essendo nemmeno un uomo di azione, ma un avvocato, e desideroso di rientrare nella legalità al fine di far condannare i mandanti dell'omicidio Tunstall, McSween, insieme al resto della banda, rientrò nella propria casa di Lincoln il 15 luglio 1878, dove si asserragliò con una dozzina di uomini e tutta la sua famiglia. Un'altra trentina di uomini circa, fedeli alla fazione di McSween, controllavano gli edifici attigui. Dopo un assedio durato cinque giorni, in quella che fu definita la battaglia di Lincoln, gli assedianti diedero fuoco alla casa di McSween, non riuscendo a espugnarla con le sole armi. Grazie a un espediente di Billy e altri del gruppo dei Regolatori, gli assediati riuscirono a fuggire. Infatti dapprima sventolarono le bandiere bianche in segno di resa ma una volta fuori dalla casa in fiamme si aprirono la strada a suon di proiettili. Nella sparatoria che ne seguì Billy uccise Bob Beckwith, colui che aveva appiccato il fuoco; venne ucciso anche McSween e almeno altri quattro del gruppo dei Regolatori. Con Tunstall già assassinato, Chisum fuori gioco per motivi politici e senza grandi allevatori in grado di tenere testa all'opposta fazione, la morte di McSween segnò di fatto la fine della guerra del bestiame della Contea di Lincoln.

### Il governatore Wallace e l'amnistia
Nell'autunno del 1878 l'ex generale dell'Union Army Lew Wallace divenne il nuovo governatore territoriale del Nuovo Messico e, per cercare di pacificare la Contea di Lincoln, promulgò un'amnistia per chiunque fosse rimasto coinvolto nella guerra della contea di Lincoln che non fosse già sotto accusa scritta; Billy, che era scappato nel Texas dopo essere fuggito dalla casa di McSween, era sotto accusa, ma Wallace era colpito dalle voci che sostenevano che il ragazzo volesse arrendersi e testimoniare contro gli altri combattenti se l'amnistia fosse stata estesa anche a lui; nel marzo del 1879, Wallace e Billy si incontrarono nella Contea di Lincoln per discuterne e Billy accettò di testimoniare in cambio dell'amnistia. Secondo l'accordo, avrebbe dovuto sottostare ad un arresto simbolico e stare brevemente in prigione fino alla conclusione della sua testimonianza; nonostante il fatto che la testimonianza avesse contribuito a incriminare John Dolan, il procuratore distrettuale, uno dei potenti leader della fazione avversa, non eseguì l'ordine di Wallace di liberare Billy dopo la testimonianza; Billy fu così rimandato in prigione nel giugno del 1879, riuscendo però a fuggire dopo non molto.
Billy sopravvisse così per un anno e mezzo rubando bestiame, scommettendo e uccidendo; nel gennaio del 1880, durante un litigio, uccise un uomo chiamato Joe Grant nel saloon di Fort Sumner. Questi si stava vantando che avrebbe ucciso Billy se l'avesse visto, non rendendosi conto che l'uomo con cui stava giocando a poker era proprio lui. A quell'epoca, le persone caricavano i loro revolver solo con cinque colpi sui sei disponibili, dato che non c'erano sicure e capitava spesso che un colpo partisse accidentalmente; Billy chiese a Grant di poter vedere la sua pistola con il manico d'avorio e, mentre guardava l'arma, fece ruotare il cilindro così che allo sparo successivo il cane sarebbe stato posizionato sulla camera vuota; quindi rivelò la propria identità a Grant, che provò a sparargli: il colpo, con questo stratagemma, non partì e lui fu ucciso da Billy; quando gli fu chiesto cosa fosse successo, questi rispose: "Era un gioco per due, e io sono arrivato per primo".
Nel novembre del 1880, un gruppo di volontari a sostegno dello sceriffo, inseguì e intrappolò la banda di Billy dentro una fattoria di proprietà di un amico, James Greathouse, ad Anton Chico nell'area di White Oaks; un membro della squadra di nome James Carlysle si avventurò nella casa con la bandiera bianca nel tentativo di negoziare la resa della banda, mentre Greathouse venne mandato come ostaggio; ad un certo punto della notte divenne chiaro a Carlysle che i fuorilegge stavano prendendo tempo, quando improvvisamente un colpo fu accidentalmente sparato da fuori. Carlysle, presumendo che i suoi compagni avessero sparato a Greathouse, decise di scappare per salvarsi, buttandosi da una finestra e cadendo sulla neve fuori. Appena fuori, i suoi compagni, scambiando Carlysle per uno della banda, spararono e lo uccisero. Comprendendo quello che avevano fatto si demoralizzarono, il gruppo di volontari fuggì, permettendo a Billy e alla sua banda di scappare; più tardi Billy scrisse al governatore Wallace affermando la sua innocenza nell'omicidio di Carlysle e in qualunque episodio di furto di bestiame in generale.

### L'incontro con Pat Garrett

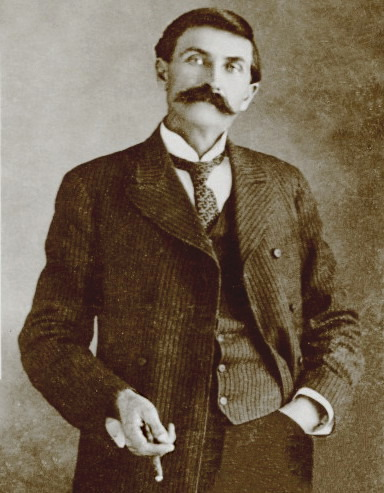
Lo sceriffo Pat Garrett, autore della cattura di Billy The Kid

In quel periodo, Billy fece amicizia con un ambizioso barista locale, che era stato cacciatore di bisonti, di nome Pat Garrett; impegnandosi a ripulire l'area dai rapinatori, Garrett era stato eletto sceriffo della Contea di Lincoln nel novembre del 1880, e ai primi di dicembre mise insieme un gruppo di volontari per arrestare Billy, ora conosciuto come "Billy the Kid", e mise una taglia di $500 sulla sua testa.
Il 19 dicembre, Billy riuscì per poco ad evitare un'imboscata degli uomini di Garrett fatta a mezzanotte presso Fort Sumner; in quell'occasione un uomo della sua banda, Tom O'Folliard, fu colpito e ucciso. Il 23 dicembre Billy fu inseguito fino a un edificio abbandonato a Stinking Springs nel quale, mentre dormiva con la sua banda, fu circondato dagli uomini di Garrett. All'alba, un ladro di bestiame di nome Charlie Bowdre uscì per dare da mangiare al suo cavallo e, venendo scambiato per Billy, venne ucciso. Subito dopo qualcuno da dentro l'edificio cercò di raggiungere le briglie del cavallo, ma Garrett sparò e uccise il cavallo (il corpo del cavallo bloccò così l'unica uscita). Quando lo sceriffo cominciò a cucinare la colazione su un fuoco da campo, Garrett e Billy si scambiarono delle amichevoli battute, nelle quali Garrett lo invitava a uscire fuori per mangiare insieme a lui, mentre lui invitava Garrett ad "andare all'inferno". Infine, comprendendo di non avere nessuna speranza di fuga, gli assediati e affamati fuorilegge si arresero e, più tardi, fu permesso loro di unirsi al pasto.

### La fuga da Lincoln e la morte

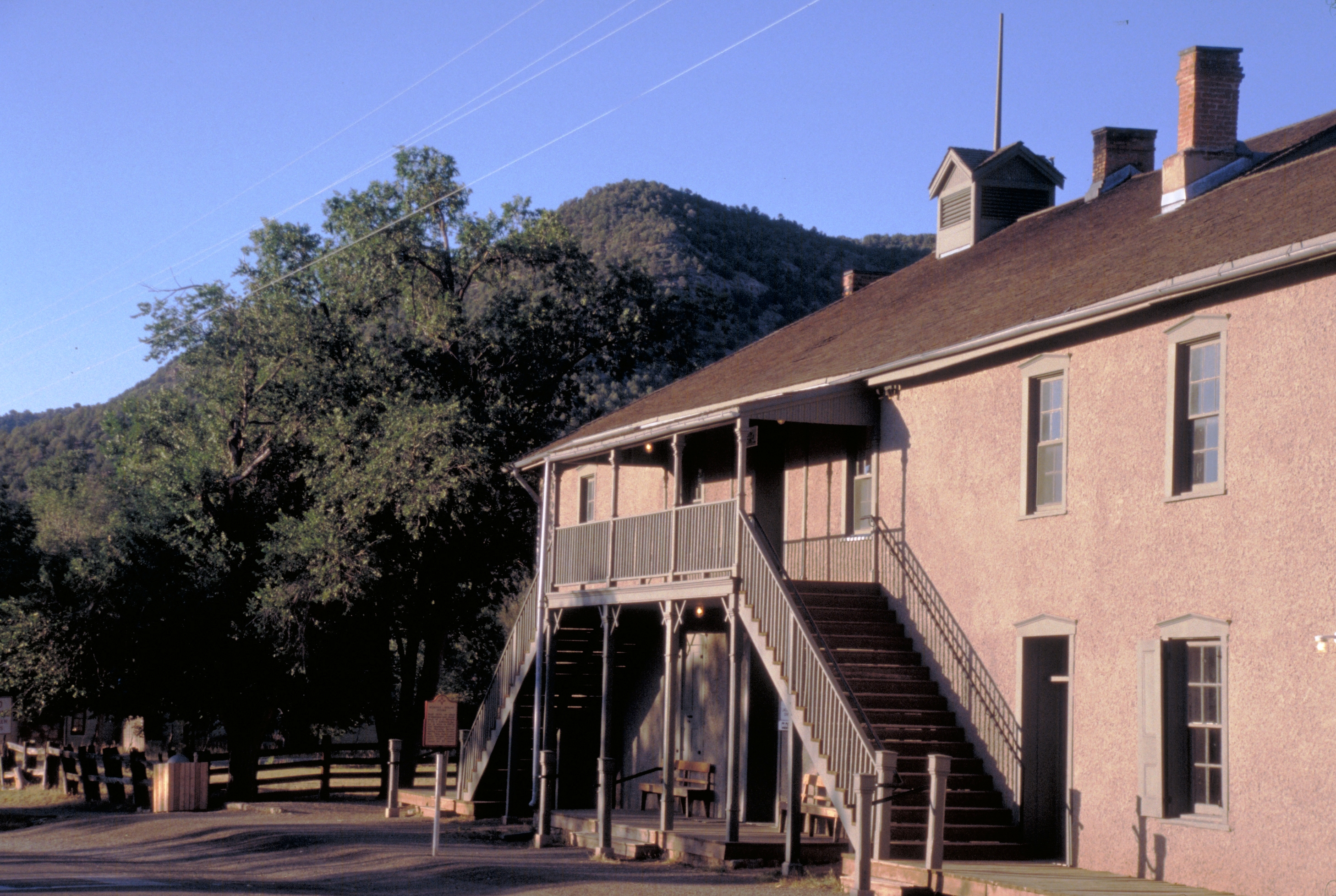
Tribunale e prigione, a Lincoln, New Mexico

Billy fu imprigionato nella città di Mesilla in attesa del processo fissato ad aprile 1881. Egli passava il suo tempo rilasciando interviste ai giornali e inviando al Governatore Wallace lettere in cui chiedeva clemenza, lettere che non sortirono alcun effetto. Il processo durò un giorno; Billy venne ritenuto colpevole dell'omicidio dello sceriffo Brady, l'unica incriminazione mai confermata contro i combattenti della guerra del bestiame nella Contea di Lincoln e, il 13 aprile, fu condannato dal giudice Warren Bristol all'impiccagione da effettuarsi il 13 maggio. Venne trasferito a Lincoln in attesa dell'esecuzione, tenuto sotto controllo da due vice di Garrett, James Bell e Robert Ollinger, nel piano più alto del palazzo di giustizia della città. Il 28 aprile, mentre Garrett era fuori città, Billy uccise entrambe le guardie e fuggì.
I dettagli della fuga sono poco chiari; alcuni storici credono che un amico o un membro dei Regolatori simpatizzante abbia lasciato una pistola in una latrina che Billy era autorizzato ad usare sotto scorta, ogni giorno. Billy, quindi, avrebbe raccolto quest'arma e, dopo che Bell lo aveva riportato al palazzo di giustizia, l'avrebbe usata contro di lui non appena in cima ad una rampa di scale all'interno. Un'altra teoria suppone che Billy sia riuscito a farsi scivolare via le manette dai polsi, abbia colpito con queste Bell alla testa, quindi abbia preso la pistola di Bell e gli abbia sparato con quella.
Bell barcollò verso la strada e crollò, ferito a morte, mentre Billy prese la doppietta calibro 775 di Ollinger e aspettò alla finestra al piano di sopra che Ollinger, che era dall'altro lato della strada con alcuni altri prigionieri, venisse in aiuto di Bell. Non appena Ollinger fu a tiro, Billy puntò il fucile contro di lui, gridò "Ciao Bob!" e lo uccise. Gli abitanti del luogo, in seguito, lo aiutarono a togliersi i ceppi dalle gambe come ringraziamento per il suo lavoro come "Regolatore". Dopo essersi tolto i ceppi alle gambe con un'ascia, il giovane fuorilegge prese in prestito (o rubò) un cavallo e cavalcò senza fretta fuori dalla città, secondo quanto viene riferito, cantando. Il cavallo fu restituito due giorni dopo.
Billy venne ucciso nel 1881, in circostanze mai del tutto chiarite.
Fu seppellito il giorno successivo al decesso nel vecchio cimitero militare di Fort Sumner (New Mexico), tra i suoi compagni caduti Tom O'Folliard (1858-1880) e Charlie Bowdre (1848-1880). Una sola lapide fu eretta più tardi sulle tombe, dando un nome ai tre fuorilegge e incidendo la parola "pals" (compagni).
Alla sua morte la missionaria italiana Blandina Segale, che aveva conosciuto e incontrato più volte il bandito, scrisse a proposito di Billy nel suo diario:
La lapide posta sulla sua tomba, che recava i nomi di Henry McCarty, alias Henry Antrim, alias William H. Bonney, alias Billy the Kid, venne rubata e recuperata tre volte da quando venne posta nel 1940, e l'intero cimitero ora è circondato da un recinto d'acciaio.

### Ipotesi sulla morte
McCarty si nascondeva ancora nei pressi di Fort Sumner quasi tre mesi dopo la sua fuga. Lo sceriffo Garrett e due vice uscirono il 14 luglio 1881 per interrogare uno dei cittadini, un amico di McCarty chiamato Pete Maxwell. Verso mezzanotte, mentre Garrett e Maxwell sedevano parlando nella camera da letto buia di Maxwell, McCarty inaspettatamente entrò nella stanza. Ci sono almeno due versioni di quello che successe poi:
- Una prima versione dice che appena Billy entrò, non poté riconoscere Garrett nella scarsa luce. McCarty estrasse la sua pistola ed arretrò, chiedendo "¿Quién es? ¿Quién es?" (spagnolo per "Chi è? Chi è?"). Riconoscendo la voce di McCarty, Garrett estrasse la sua pistola e sparò due volte, il primo sparo colpì McCarty proprio sopra il cuore uccidendolo istantaneamente.
- Nella seconda versione, McCarty entrò portando un coltello, evidentemente diretto verso la zona della cucina. Notò qualcuno nell'oscurità e mormorò le parole "¿Quién es? ¿Quién es?", a quel punto gli spararono e lo uccisero nello stile di un'imboscata.

Sebbene la popolarità della prima storia persista, e metta Garrett in una luce migliore, molti storici affermano che la seconda versione sia probabilmente quella più accurata.
Una teoria sostanzialmente differente, in cui Garrett e il suo vice organizzarono una trappola per McCarty, è stata anche analizzata in un documentario di Discovery Channel chiamato "Billy the Kid: Senza maschera". La teoria afferma che Garrett andò nella stanza da letto della sorella di Pete Maxwell, Paulita, e la legò al letto. Paulita era una conoscenza di Billy the Kid e probabilmente avevano pensato di sposarsi. Quando McCarty arrivò, Garrett stava aspettando dietro al letto di Paulita e sparò a Billy.
Il 31 dicembre 2010 il governatore del Nuovo Messico Bill Richardson, dopo aver esaminato il caso, ha negato la concessione di una grazia postuma a Billy the Kid, 129 anni dopo la sua morte, confermando la decisione del governatore di allora, Lewis Wallace.

## Controversie

### Omicidi attribuiti
Nonostante gli venga attribuita l'uccisione di 21 uomini nella sua vita, si crede che invece ne abbia uccisi tra quattro e nove. Cinque di loro morirono durante le sparatorie in cui molti dei Regolatori presero parte, rendendo quindi dubbio se fossero stati proprio i suoi proiettili a ucciderli. Delle restanti quattro vittime, due furono sparatorie per autodifesa e le altre due furono le uccisioni dei vicesceriffi Bell e Ollinger durante la sua fuga dalla prigione. Il suo primo omicidio risale al 1877, quando, secondo la sua data di nascita ufficiale ma ancora incerta, aveva 17 anni, anche se potrebbe essere stato anche solo quindicenne.

### Mancinismo
Per la maggior parte del XX secolo si credeva che fosse mancino in quanto nell'unica sua fotografia conosciuta, un ferrotipo senza data, lo si vede con un fucile Winchester mod. 1873 nella sua mano destra e un cinturone con una fondina sul suo lato sinistro, dove normalmente un mancino terrebbe la pistola. Questa convinzione divenne così radicata che nel 1958 un film biografico fu intitolato The Left Handed Gun. Si scoprì poi che il famoso ferrotipo era un'immagine invertita poiché il modello di fucile nella foto aveva l'apertura per caricare sulla sinistra, mentre in realtà quel modello aveva l'apertura sul lato destro; la fondina della pistola era quindi in realtà portata sull'anca destra.
Si diffuse quindi la credenza che fosse ambidestro. Diversi siti web danno questa ipotesi e la questione è ancora molto discussa.

### Ipotesi sulla vera identità
Brushy Bill
Nel 1950, un avvocato, William Morrison, individuò un uomo nel Texas dell'ovest che si chiamava Ollie P. Roberts, soprannominato Brushy Bill, che affermava di essere il vero Billy the Kid, e che in verità non era mai stato colpito e ucciso da Pat Garrett nel 1881. Quasi tutti gli storici rifiutarono questa ipotesi anche perché il vero Billy the Kid parlava spagnolo fluentemente e sapeva leggere e scrivere, mentre Brushy Bill era analfabeta. Nonostante queste discrepanze nelle date di nascita e nell'apparenza fisica, la città di Hico (Texas) (residenza di Brushy Bill) ha sfruttato la fama di Billy aprendo il Billy The Kid Museum.
John Miller
Un altro aspirante al titolo di Billy the Kid fu John Miller la cui famiglia affermò nel 1938, dopo la sua morte, che lui fosse Billy the Kid. Miller fu seppellito nel cimitero per Pionieri dello Stato a Prescott, Arizona. Tom Sullivan, ex sceriffo della Contea di Lincoln, e Steve Sederwall, ex maggiore di Capitan, dissotterrarono le ossa di John Miller nel maggio 2005. Campioni di DNA dai resti furono mandati in un laboratorio a Dallas, Texas, per essere comparati con le tracce di sangue prese da un tavolo su cui si crede fu posto il corpo di Billy dopo che fu colpito a morte. I due stavano cercando prove dei resti di Billy dal 2003, a cominciare da Fort Sumner nel Nuovo Messico, e finendo in Arizona. I risultati dei test del DNA non sono stati resi pubblici.

## Influenza culturale

### Cinema
- Piccola Billy – cortometraggio del 1911 diretto da Larry Trimble
- Billy the Kid – film del 1930 diretto da King Vidor
- Billy the Kid Returns – film del 1938 diretto da Joseph Kane
- Terra selvaggia (Billy the Kid) – film del 1941 diretto da David Miller
- Il mio corpo ti scalderà – film del 1943 diretto da Howard Hughes
- Billy il mancino – film del 1949 diretto da Ray Taylor
- I Shot Billy the Kid – film del 1950 diretto da William Berke
- Captive of Billy the Kid – film del 1952 diretto da Fred C. Brannon
- La legge contro Billy Kid – film del 1954 diretto da William Castle
- Lo straniero di Stone City – film del 1955 diretto da Sam Newfield
- Bill il bandito - film del 1957 diretto da Oliver Drake
- Furia selvaggia - Billy Kid – film del 1958 diretto da Arthur Penn
- Billy the Kid contro Dracula (Billy the Kid Versus Dracula), film del 1966 diretto da William Beaudine
- ...e divenne il più spietato bandito del sud – film del 1967 diretto da Julio Buchs
- Chisum – film del 1970 diretto da Andrew V. McLaglen
- Pat Garrett e Billy Kid – film del 1973 diretto da Sam Peckinpah
- Ballad for Billy the Kid – cortometraggio del 1974 diretto da Jean Seberg
- Young Guns - Giovani pistole – film del 1988 diretto da Christopher Cain;
- La vera storia di Billy the Kid (Billy the Kid) – film statunitense del 1989 diretto da William A. Graham
- Young Guns II - La leggenda di Billy the Kid – film del 1990 diretto da Geoff Murphy.
- Io non sono qui – film del 2007 diretto da Todd Haynes
- Lucky Luke – film del 2009 diretto da James Huth
- The Kid – film del 2019 diretto da Vincent D'Onofrio
- Old Henry – film del 2021 diretto da Potsy Ponciroli

### Musica
- Billy the Kid - brano di Aaron Copland
- The Ballad of Billy the Kid - canzone del 1972 di Billy Joel
- Pat Garrett & Billy the Kid - album di Bob Dylan del 1973
- Billy the Kid, canzone del 1976 di Marty Robbins
- Billy the Kid, canzone del 1986 di Charlie Daniels.
- Billy the Kid, canzone del 1991 di Running Wild.
- Billy the Kid, canzone del 1999 di Tom Petty and the Heartbreakers
- Jesse James e Billy Kid, canzone del 2018 dei Baustelle
- Ballad of Billy the Kid, brano di Michael Martin Murphey (1993)

### Letteratura
- Bill Harrigan, assassino disinteressato - racconto di Jorge Luis Borges del 1935, contenuto in Storia universale dell'infamia, che racconta la vita romanzata di Billy the Kid.

### Fumetti
- Billy the Kid, fumetto western statunitense della Charlton Comics pubblicato dal 1957 al 1983.
- Lucky Luke - fumetto belga di Morris e René Goscinny. Billy the Kid debutta come comparsa in Fuorilegge e Lucky Luke contro Joss Jamon, diventando poi uno degli antagonisti principali a partire dall'albo a lui intitolato nel 1962.[25]
- Le leggendarie imprese di Topolino Kid - serie a fumetti realizzata da Guido Martina e Giovan Battista Carpi

### Teatro
- Billy the Kid - balletto del 1938

### Televisione
- The Tall Man - serie televisiva (1960-1962)
- Sam il ragazzo del West episodio 27 del 3 ottobre 1973
- The Legend of Billy the Kid - documentario diretto da Todd Robinson (1994)
- episodio La legge del Far West della serie I viaggiatori (1996)
- Billy The Kid - serie televisiva (2022)